# Барсболод-джінон
Барсболод-джінон (1488—1531) — 20-й великий каган Монгольського ханства в 1517—1519 роках. Ім'я перекладається як «Сталевий тигр». відомий також як Барс-Болод-хан.

## Життєпис
Походив з гілки Хубілаїдів династії Чингізидів. Третій син кагана Даян-хана. Народився у 1488 році. Був добре відомий за свою мужність і виняткові військові навички у військових кампаніях свого батька проти ойратів та інших монгольських племен. У 1512 відзначився у війні проти барогонських туметів, після чого даян хан призначив його отджігіном (намісником) над цим монгольським племенем.
Перед смертю Даян-хан оголосив своїм наступником онука Боді-Алаг-хана. Після смерті Даян-хана у 1517 році Барсболод оголосив себе великим каганом Монгольської імперії, стверджуючи, що Боді-Алаг-хан надто молодий і недосвідчений, щоб підтримувати єдність Монгольської імперії.
У 1519 році Боді-Алаг-хан в союзі з іншим стрийком Арсуболодом виступив проти Барсболод-хана. Суперники, щоб уникнути кровопролиття, досягли компромісу. Барсболод був змушений відмовитися від влади на користь свого небожа, який зобов'язувався не шкодити синам Барсболода. Колишній каган отримав титул джінона (співволодаря) і став правити Правим крилом (барун-гар), якому підпорядковувалися племена туметів, хорчінів і юншиебу. Він влаштував свою ставку на «петлі» течії Хуанхе.
Частина дослідників вважає, що басрболод помер того ж 1519 року, втім ймовірніше це сталося у 1531 році. Його владу поділили сини.